# Алибеков, Ахмед Арсланалиевич
Ахмед Арсланалиевич Алибеков (укр. Ахмед Арсланалійович Алібеков; род. 29 мая 1998, Запорожье) — украинский футболист, полузащитник клуба «Эпицентр». Играл за молодёжную сборную Украины

## Биография

### Клубная карьера
Воспитанник СДЮШОР Металлург (Запорожье). 15 января 2016 года заключил контракт с «Динамо» (Киев), где поначалу выступал за молодёжную команду. Дебютировал с составе киевлян в украинской Премьер-лиге 18 марта 2018 года в матче с клубом «Ворскла», в котором вышел на замену на 71-й минуте вместо Дениса Гармаша. В мае того же года был в заявке «Динамо» на финальный матч Кубка Украины, однако на поле не появился, а «Динамо» уступило «Шахтёру» со счётом 0:2.
В июле 2019 года был отдан в аренду на один сезон в чешский клуб «Слован» (Либерец). Дебютировал в чемпионате Чехии 3 августа в матче 4-го тура против «Сигмы Оломоуц», в котором вышел на замену на 60-й минуте вместо Камсо Мары.
17 октября 2020 года сыграл первый матч в РПЛ за свой новый клуб — «Уфу», куда был отдан в аренду 24 сентября 2020 года.

### Карьера в сборной
С 2014 года выступал за сборные Украины различных возрастов.

## Личная жизнь
Имеет дагестанское происхождение.